# Цейтлин, Юрий Владимирович
Юрий (Георгий) Владимирович Цейтлин (5 мая 1915, Москва — 21 января 1996) — советский поэт и джазовый музыкант-трубач.

## Биография
Отец Владимир Михайлович Цейтлин был евреем, мать — грузинкой, школьные годы он провёл в Тифлисе.
С началом Великой Отечественной войны Юрий, ещё до войны признанный негодным к военной службе по болезни лёгких, ушёл в народное ополчение. Служил в 37-м полку Ростокинского района. Участвовал в обезвреживании заброшенных в советский тыл диверсантов, выступал во фронтовых концертах. После обострения болезни был демобилизован. Устроился на работу в оркестр при кинотеатре «Метрополь», нёс охрану Москвы в составе сил местной противовоздушной обороны. Получил приглашение в концертно-сценическую эстрадную программу Николая Смирнова-Сокольского «Поговорим о песне» (музыкальным руководителем которой был джазмен Александр Варламов), оттуда перешёл в джаз БССР под управлением (1942—1946) Эдди Рознера, выезжал на фронт в составе артистических бригад. В эти годы написал слова к песням Альберта Гарриса и Рознера.
В 1945 году окончил музыкальный техникум при Московской консерватории по классу трубы. С 1946 по 1953 год руководил московским джазом «Весёлые повара», выступал как конферансье, играл на трубе.
В 1954 году Рознер создал новый джаз-оркестр, и Цейтлин играл в нём на трубе, сотрудничество продолжилось до 1959 года.
Начиная с 1960-х годов занимался литературным творчеством, писал концертные программы, фельетоны (много лет сотрудничал в журнале «Крокодил»), интермедии, конферанс, эпиграммы, частушки, куплеты, оригинальные слова и переводные тексты для песен. Тесно сотрудничал с квартетом «Аккорд».
Похоронен на Ваганьковском кладбище (уч. 50).

### Песни
- Давай никогда не ссориться (Ю. Цейтлин) — Маргарита Суворова
- На седьмом этаже (П. Аедоницкий) — Эмиль Горовец
- Песня на мелодию из кинофильма «Генералы песчаных карьеров» — «Я начал жизнь в трущобах городских…» (Доривал Каимми) — Вокальный квартет «Аккорд»
- Проказник Браун (Jerry Leiber и Mike Stoller) — Вокальный квартет «Аккорд»
- Ты стоишь на том берегу (Г. Цабадзе) — Вокальный квартет «Аккорд»

## Личная жизнь
Сын — Алексей Цейтлин (Шачнев) (род. 1949), музыкант (бас-гитарист), участник первого состава ВИА «Самоцветы» и ВИА «Пламя» звукорежиссёр, педагог.
Дочь — Наталья Цейтлин (1947—2016).